# Голландський класицизм

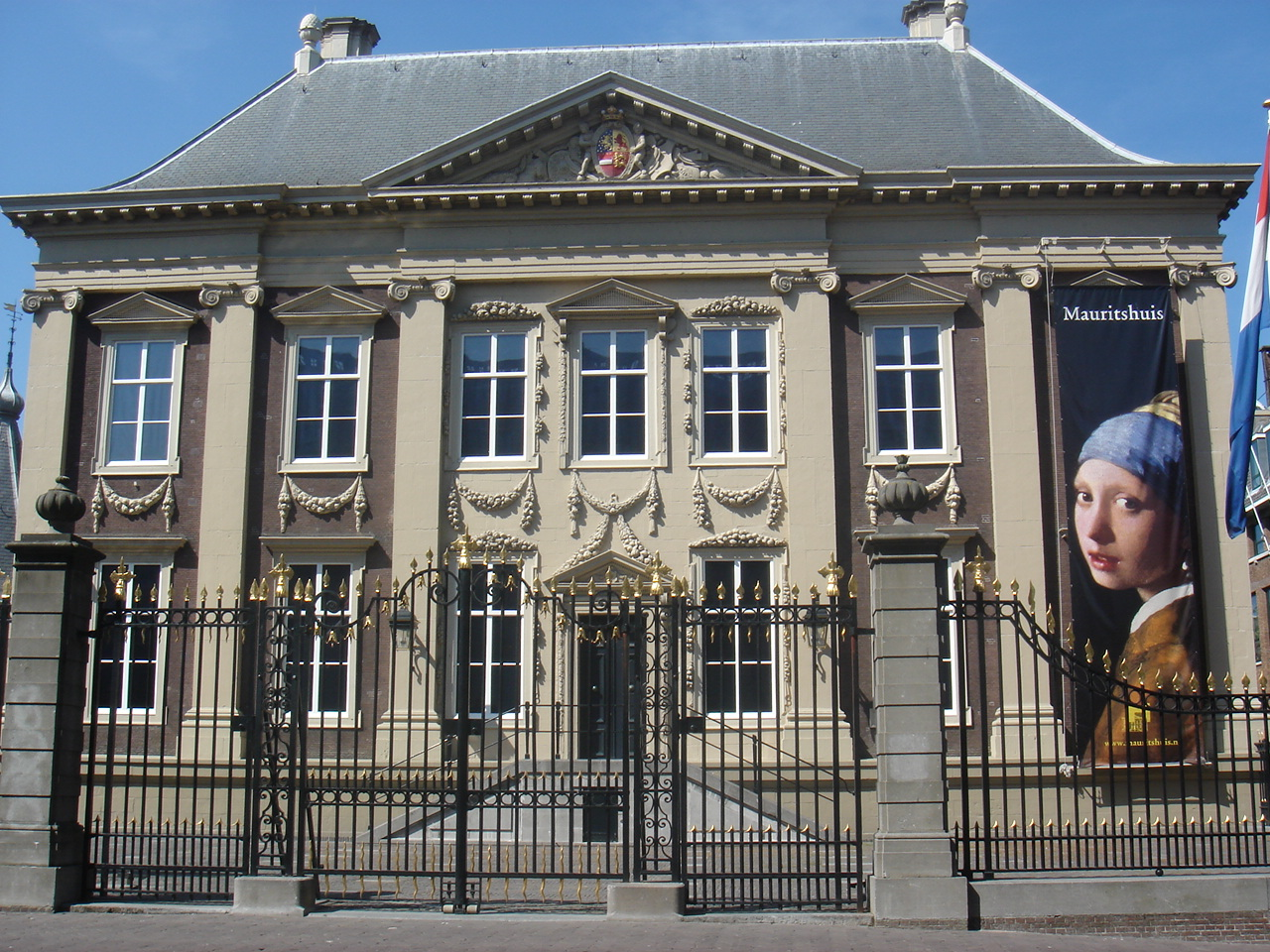
Мауріцгейс в Гаазі

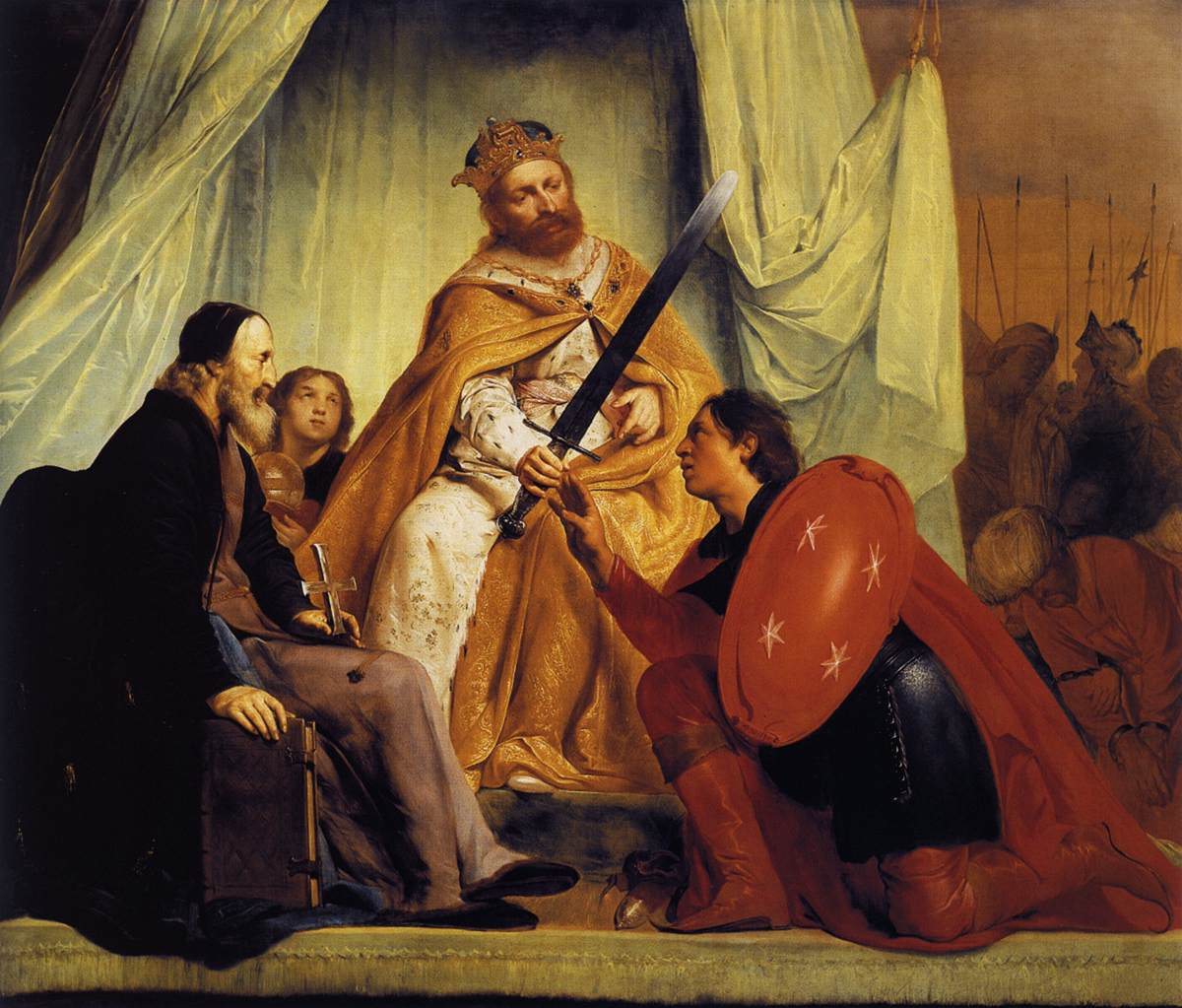
Пітер Греббер. Гарлем отримує меч від імператора на знак подяки (Музей Франса Галса)

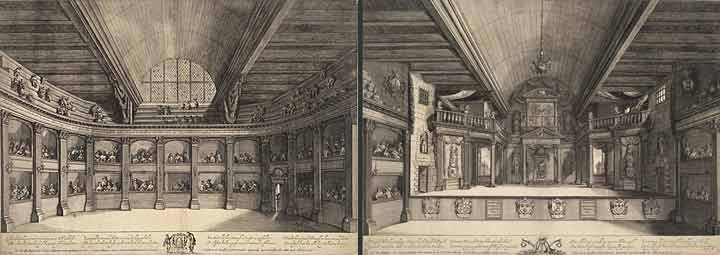
Амстердамський театр в 1658 році

Голландський класицизм — художній стиль, що набув поширення у мистецтві та архітектурі Північних Нідерландів за Голландської «Золотої доби».
На початку XVII століття в Республіці Об'єднаних провінцій, що постала в боротьбі з владою абсолютистської Іспанії та католицької церкви склалася особлива культурна ситуація. Утвердження свободи віросповідання, а разом з нею — і інших громадянських свобод, розширило обрії мистецького пошуку. Проте маньєризм та бароко, що панували в цей час у більшості країн Європи, сприймалися голландцями з настороженістю — адже це були «стилі Контрреформації». Саме це спонукало мітців шукати альтернативу і звертатися до античної спадщини.
Засновниками так званої «школи гарлемських класицистів» стали Саломон Брей (1597–1664) і Пітер Греббер (1600–1653). Їхню справу продовжили Ян Брей (1627–1697) і Егберт ван Хемскерк (1634–1704), а згодом власна школа класицистів виникла в Амстердамі.

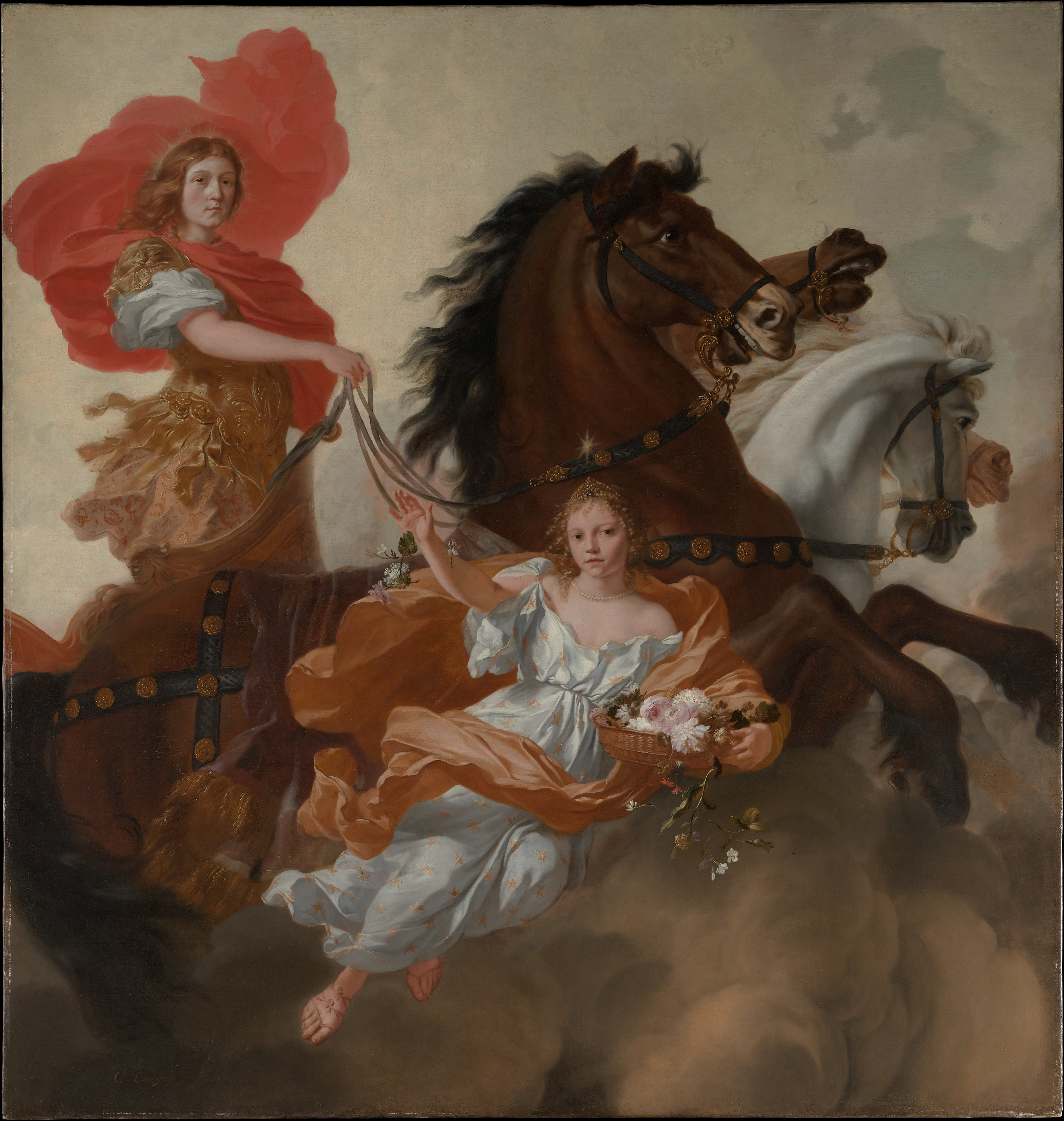
Герард де Лересс.Аполлон і Аврора (Метрополітен-музей)

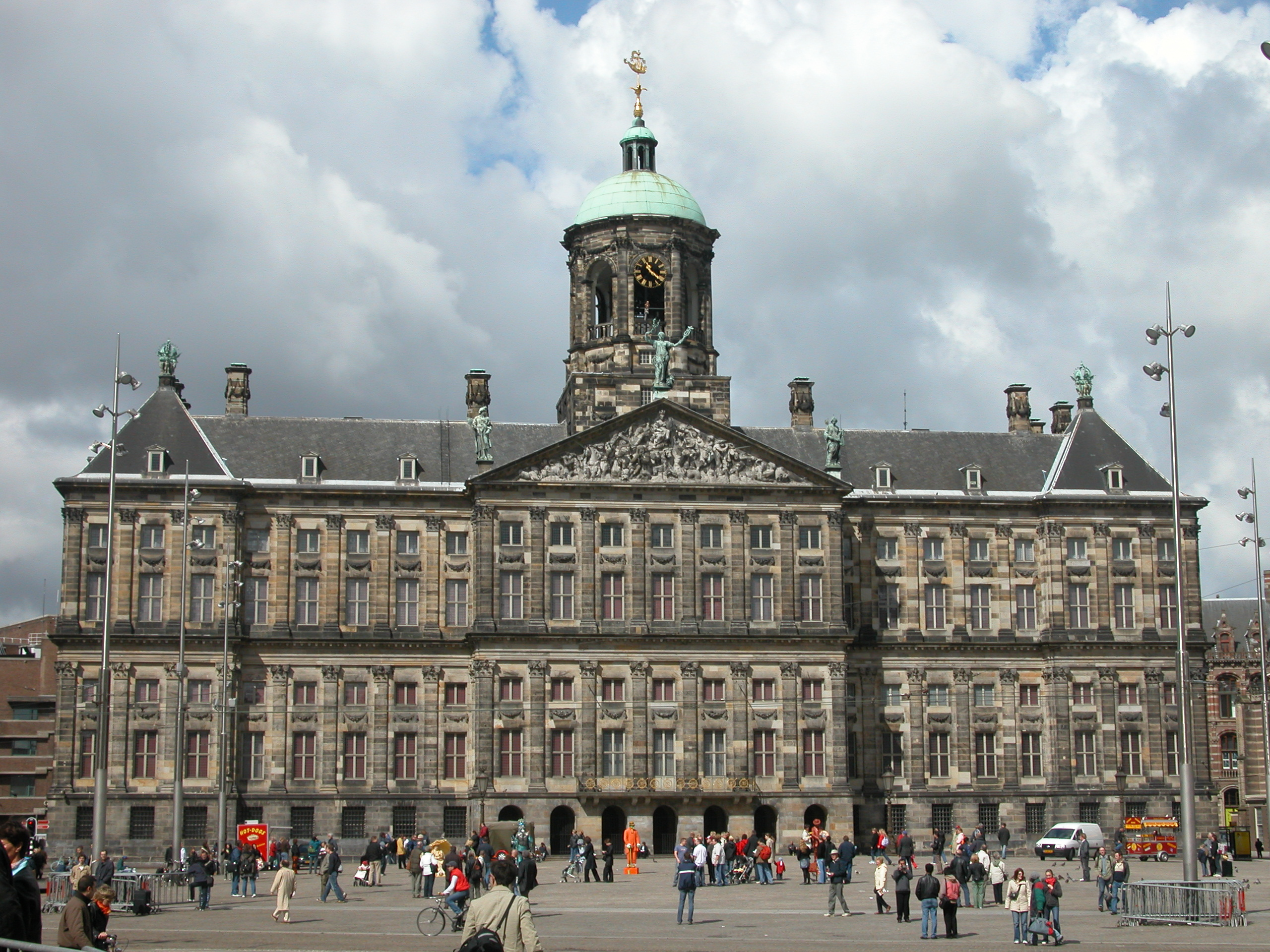
Амстердамська ратуша (тепер — Королівський палац)

В 1617 году в Амстердамі була створена «Нідерландська академія», що пропагувала класичне мистецтво, насамперед театральне. Пристосувати принципи давньогрецької трагедії до вимог сучасності прагнув у свої драмах Йост ван ден Вондел (1587–1679), перший представник класицизму в голландській літературі.
В 1638 році в Гаазі вперше зіграли корнелівського «Сіда». П'єсу на голландську мову переклав Йоганнес ван Хемскерк.
В 1669 році виник літературний гурток Nil Volentibus Arduum, до складу, якого входили, зокрема, Адріес Пельс (1631–1681), Лодевік Мейер (1629–1681) та Йоганнес Боуместер (1635–1680). Подібно подібно до французьких сучасників, його учасники сповідували принципи класицизму і прагнули до його поширення на власній батьківщині. Власне, одним з напрямків діяльності гуртка був переклад французьких авторів — Корнеля, Расіна, Мольєра та інших. Не в останню чергу саме завдяки перекладам класицизм остаточно утвердився на голландській сцені.
Серед учасників Nil Volentibus Arduum був і Герард де Лересс (1640–1711), художник і мистецтвознавець, автор посібника «Основи малювання» (1701) та «Великої книги живописців» (1707), якого вважають одним з найвпливовіших теоретиків класицизму.
Чи не найпомітніший слід голландський класицизм залишив в архітектурі — завдяки творчості таких зодчих як Якоб ван Кампен (1595–1657), Філіп Вінкбонс (1607–1678), Пітер Пост (1608–1669). Найвідоміші будівлі, що були зведені у цьому стилі — Амстердамська ратуша, Мауріцгейс, Гейс-тен-Бос, замок Гемстеде, палац Гет-Лоо.

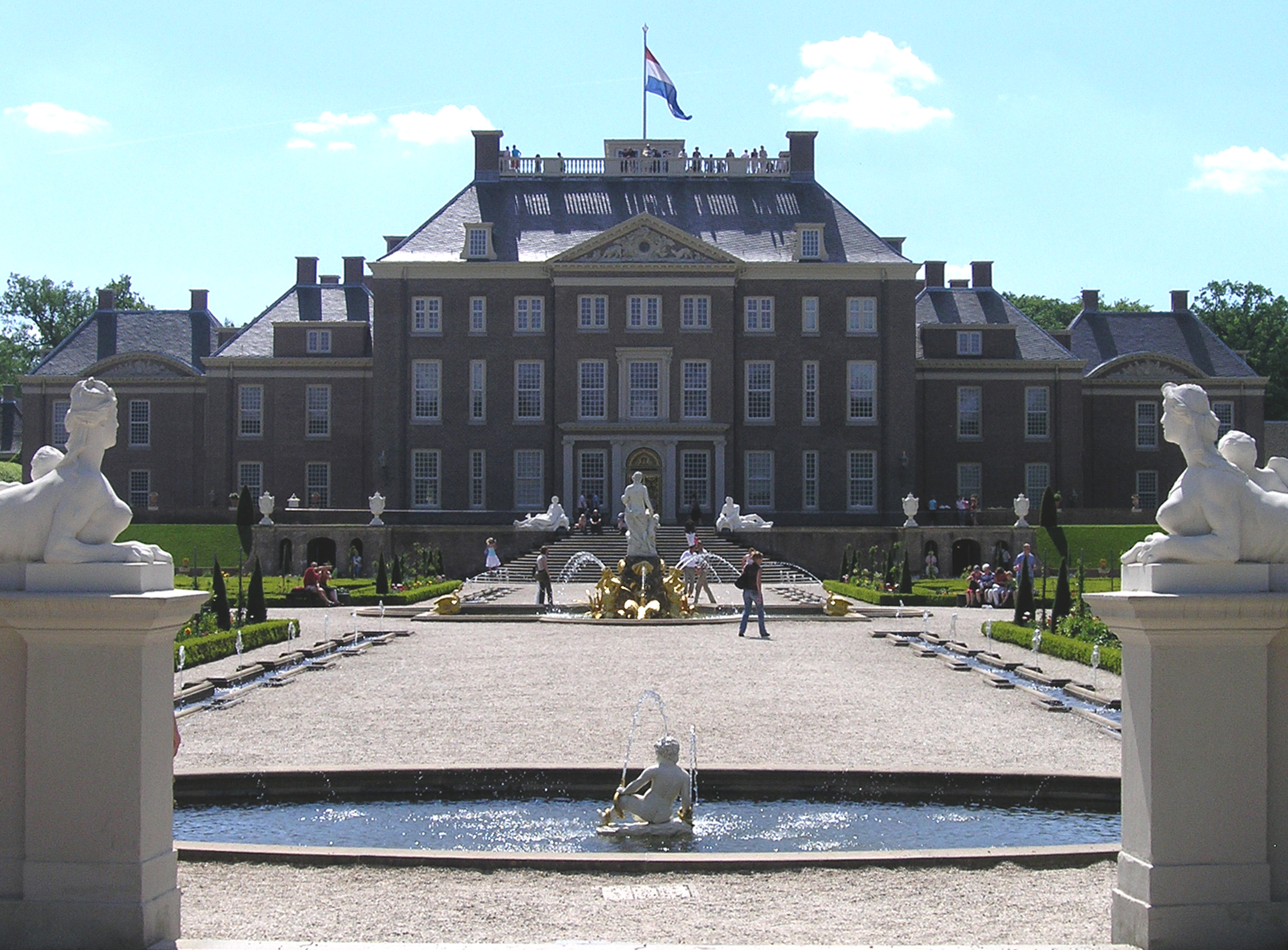
Палац Гет-Лоо, головний фасад

Будівництво нової Амстердамської ратуші було викликане тим, що стара будівля доби готики зіпсувалась і не відповідала прагенням величі і незалежності, вибореним голландцями у іспанських поневолювачів. Тодішній мер міста Корнеліс де Греф ініціював проєкт побудови нової ратуші. За зразок узяли римський бароковий палац з трьома ризалітами на головному фасаді (широкий центральний та два вузьких бічних) та вежею в центрі. Але зрештою проект набув рис нового, класичного стилю. Фасад вийшов стримано декорований пілястрами, невеликою кількістю скульптур і трикутним фронтоном. Барокова пишність залишилася хіба що в тимпані фронтону та в декорі парадних інтер'єрів.
Впливові брати Корнеліс та Андріс де Греф опікувались також декоруванням інтер'єрів нової амстердамської ратуші. Це був нечастий у Північних Нідерландах випадок облаштування суспільно значимої споруди. По смерті 1660 року художника Говерта Флінка замови на картини для нової ратуші брати де Греф передали Яну Лівенсу, Якобу Йордансу, Якобу ван Рейсдалю, Юріану Овенсу та Рембрандту.
Рембрандт на той час втрачав популярність і не користувався підтримкою місцевих аристократів. Картину його пензля на умовно-історичну тему «Заколот Юлія Цивіліса» визнали непринадною для нової ратуші. Заміну їй створив художник Юріан Овенс (1623—1678).

## Садово-паркове мистецтво

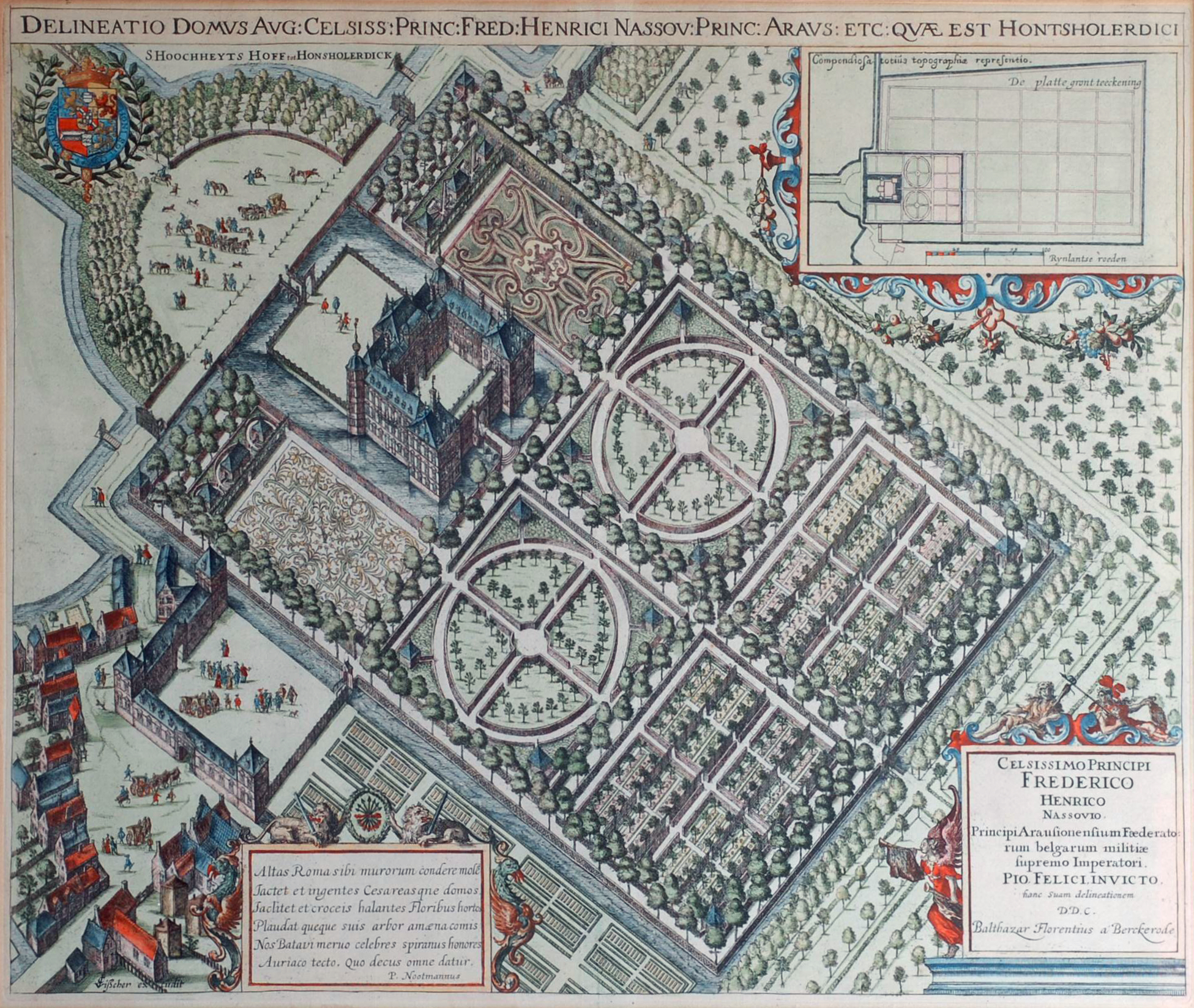
Колишній сад палацу Хонсхолердік, план до 1650. Знищений

Голландські сади зазвичай мали невеликі розміри і призначення для дозвілля родини і її близьких. Рис класицизму надавало їм насамперед регулярне планування. На тлі камерних приватних садів з регулярним розплануванням виділялися розкішніші садово-паркові ансамблі багатіїв і купки голландських аристократів. Ці сади займали значну площу і орієнтувались на відомі французькі зразки — але без їх гігантоманії. В цих зразках були і партери (водні, мережеві), і скульптури, і фонтани, але їх кількість була обмежена. Палац посідав геометричний центр ділянки і крізь нього таки проходила центральна вісь ділянки, якщо за зразок брався французький сад. Але національною особливістю часто була асиметрія в розташуванні помешкання володаря, його бічне розташування, а сад мав додаткові ділянки, де окрім квітів вирощували запашні трави, овочі, фруктові дерева. У садовій зоні відпочинку облаштовували зелені кабінети, кожний з власним наповненням (запашні трави, фонтан, ягідні кущі, плодові дерева). Центральна алея не була широкою, хоча добре поєднувала кабінети між собою. Парадними були невеликі ділянки партерів. Голландський сад не гнався за парадністю, а надавав перевагу відокремленості.
Слугувало відокремленості і саме розпланування. Трипроменеве розпланування в Версалі мало на меті розкриття широкої перспективи на королівський палац, що підкоряв собі сад. Діагональні алеї голландських садів, навпаки, облаштовували подалі від садибного маєтку і часто вони не розкривали перспектив на споруду. Лише унікальні вельможні садиби в Голландії наслідували французьким зразкам, залишаючись швидше винятками чи варіантами з іноземними впливами.
Сади голландців швидко стали сюжетами для картин. Численні гравюри садової тематики створювали Ганс Вредеман де Вріс та його син. Метода голландських садівників мала значне поширення в північних країнах Європи, вплинувши на декоративне садівництво Східної Англії, Данії, Швеції, Прибалтики, а згодом і Московії. Андре Молле написав трактат з садівництва ("Сад насолод") для королеви Швеції Христини на основі голландського досвіду. Літній сад (Санкт-Петербург), створений у новій російській столиці за наказом Петра І, був розпланований саме за голландськими зразками, які так полюбляв цар. Голландцем був і перший його садівник — Ян Роозен. Чотирнадцять років працював і голландський ландшафтний архітектор Леонард ван Гарніхфельд над розплануванням і створенням саду в Петергофі.

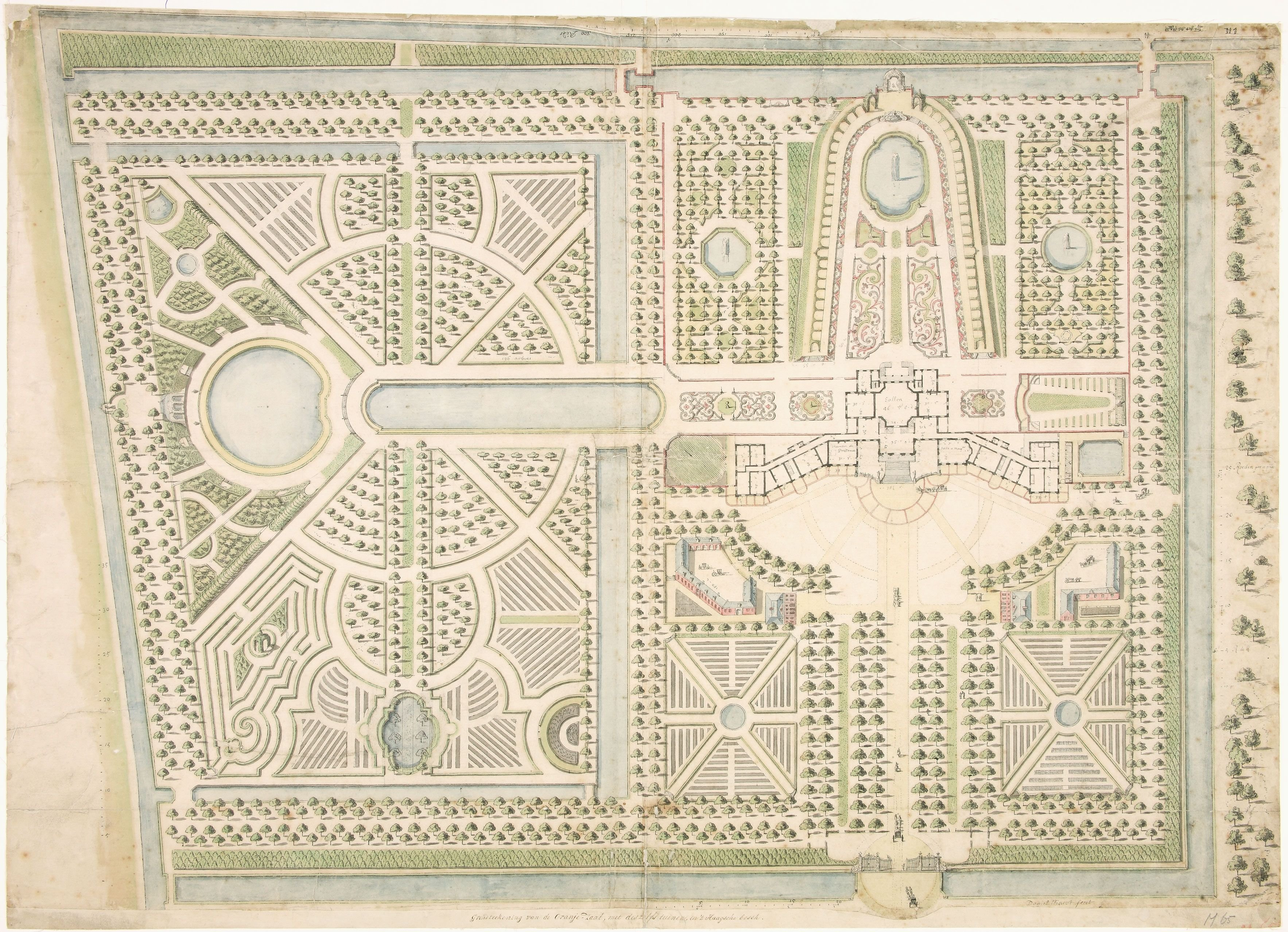
Палац Хейс тен Босх, план ансамблю
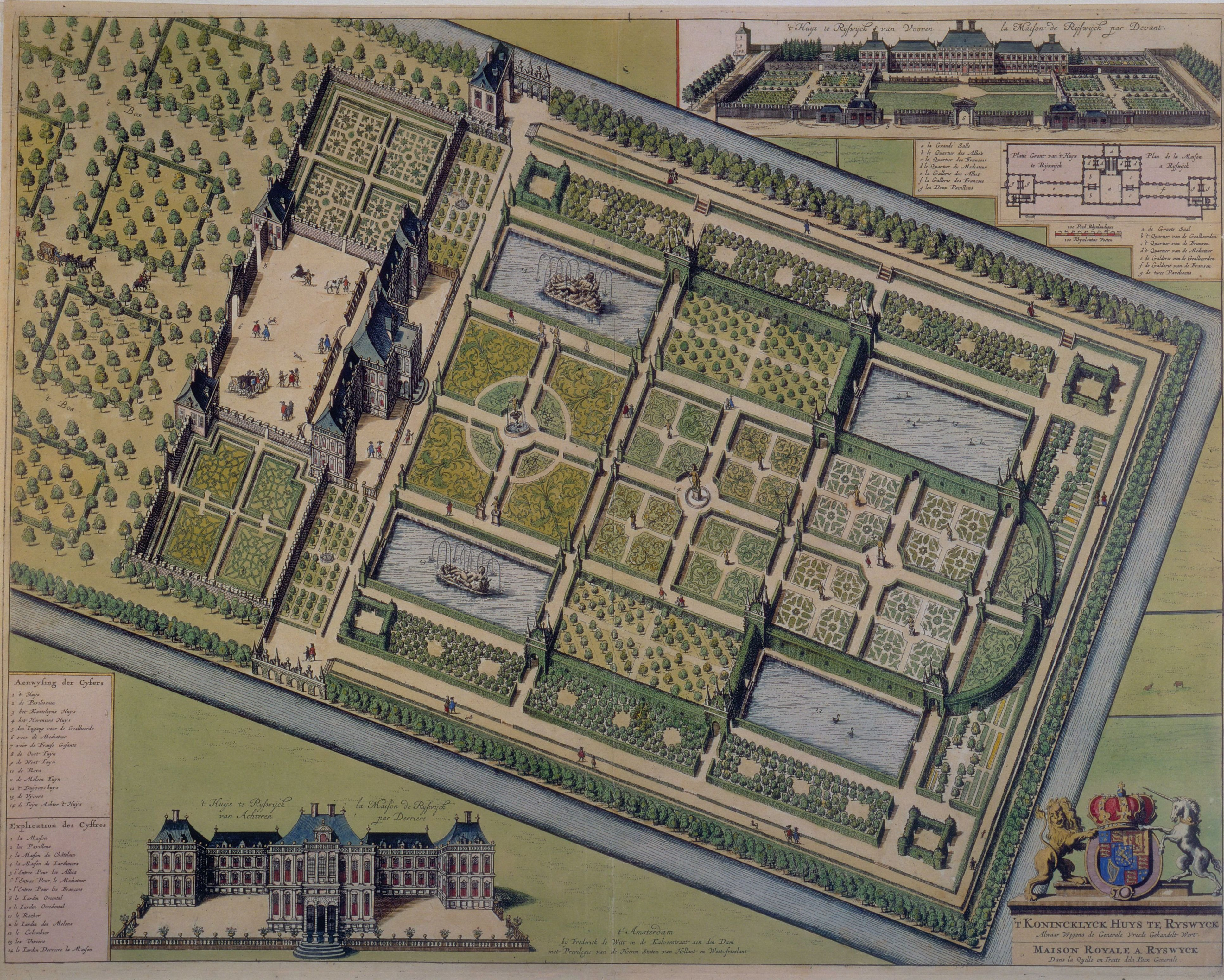
Палац і сад Хейс тен Нейбург
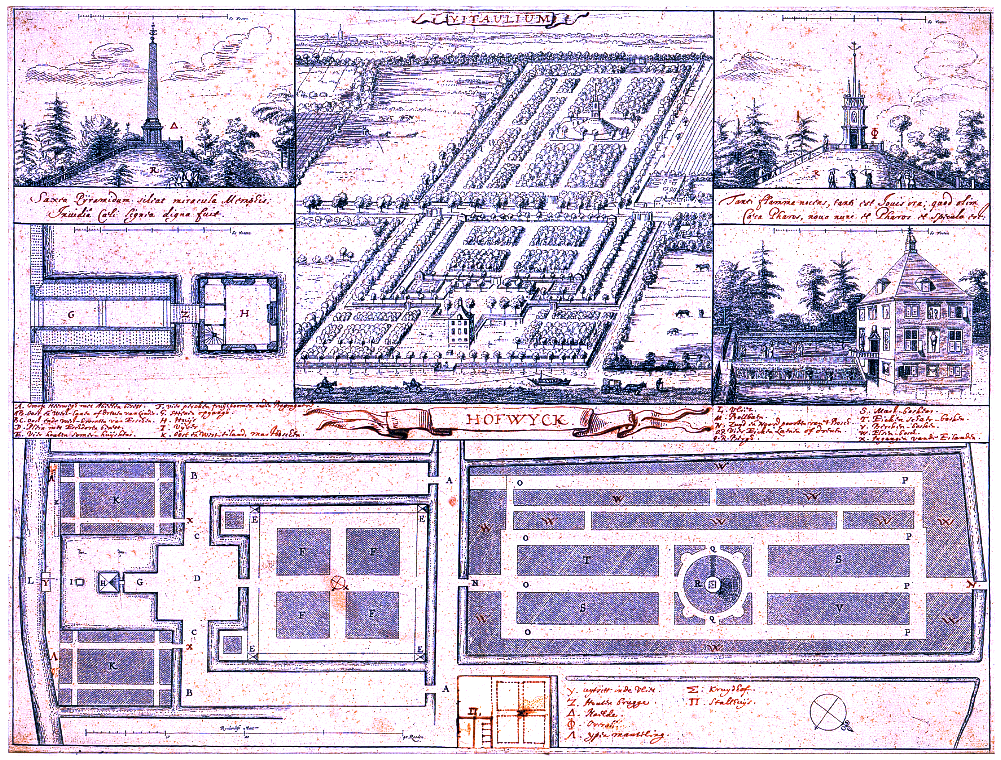
Заміський палацик і сад Хофвійк дипломата Константина Гюйгенса
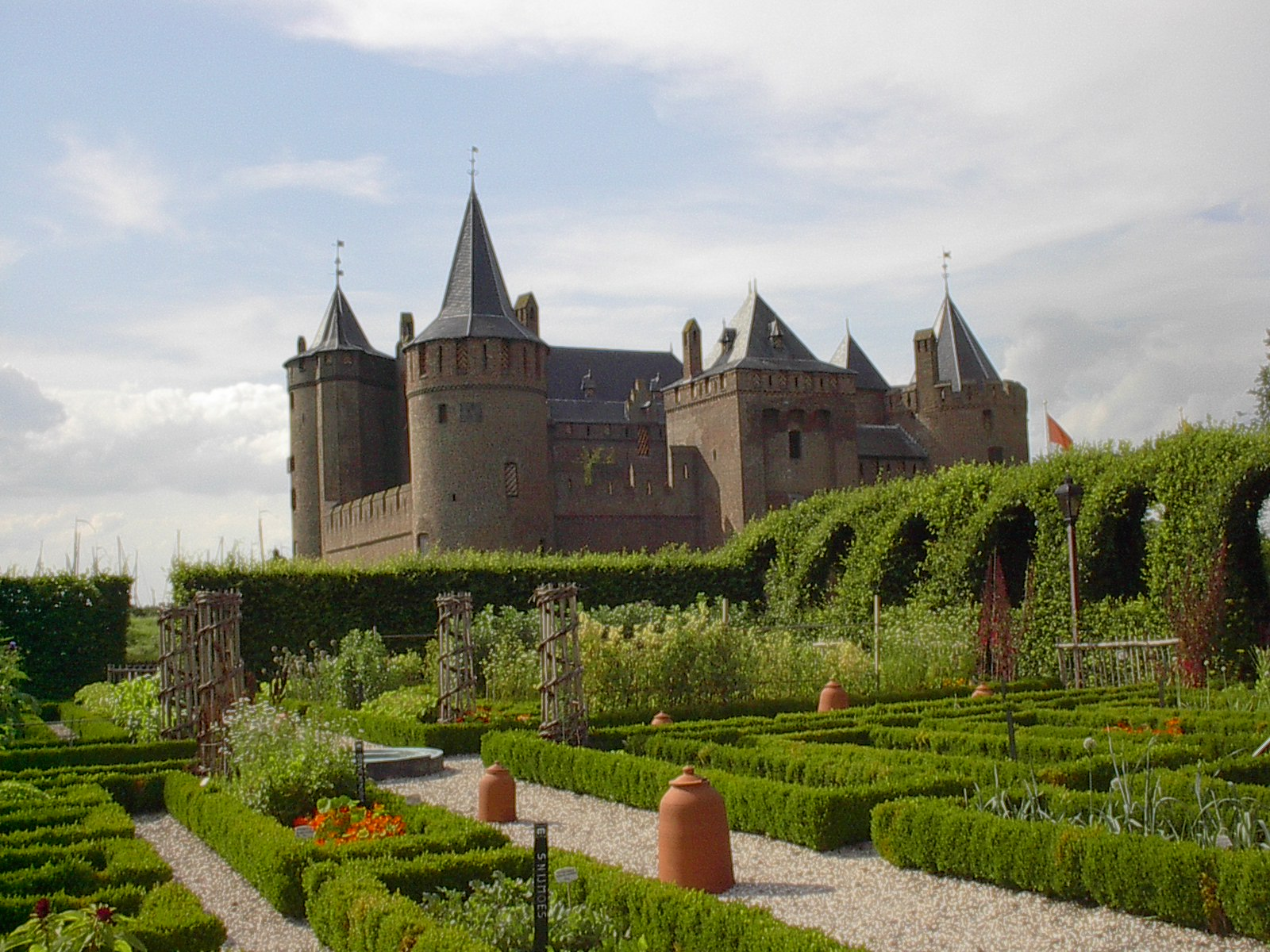
Відновлений в 20 столітті сад трав. Замок Мюйдерслот

Парково-палацовий ансамбль Гет-Лоо виник як копія Версаля, але менших розмірів і в стриманіших формах.
Як і в Версалі, формування ансамблю почалося з невеликого мисливського будинку вельможної родини принців Оранських. Необхідність мати парадну резиденцію на зразок уславленого Версалю і спонукала Вільгельма ІІІ Оранського (1650–1702) почати розбудову у 1686–1695 рр. До робіт запросили голландського майстра Якоба Романа і таємничого француза Даніеля Маро, точні роки життя якого не з'ясовані досі. Садово-паркове мистецтво Європи до кінця 17 століття пройшло майже 150-річний шлях збагачення і розвитку. Тому ансамбль Гет-Лоо увібрав майже усі знахідки попередніх садів. У Гет-Лоо були і італійські тераси, і барокові каскади, і декілька різновидів садових партерів, які так полюбляли у Франції.
На роботи в Гет-Лоо запросили співвітчизника таємничого мандрівника і художника Корнеліса де Брейна, що теж перебував колись на Близькому Сході. Це — інженер і гідравлик Рогір ван Клиф. Останній працюватиме на будівельному майдані в палацово-парковому ансамблі Гет-Лоо Вільгельма Оранського, який зажадав, щоби верхівки його фонтанів в саду були трохи вищі за фонтани французького короля Людовика XIV у Версалі. Король Франції таки отримав політичного ляпаса, бо голландський інженер Рогір ван Клиф справді виконав завдання Вільгельма Оранського.
Для голландських садів доби класицизму загалом було характерне несиметричне, бічне розташування помешкання володаря, неповна симетрія ділянок саду, сполучення декоративних дерев поряд з корисними сільськогосподарськими рослинами. Гет-Лоо був винятком, бо був королівською резиденцією, яку використовували лише влітку з представницькою метою.

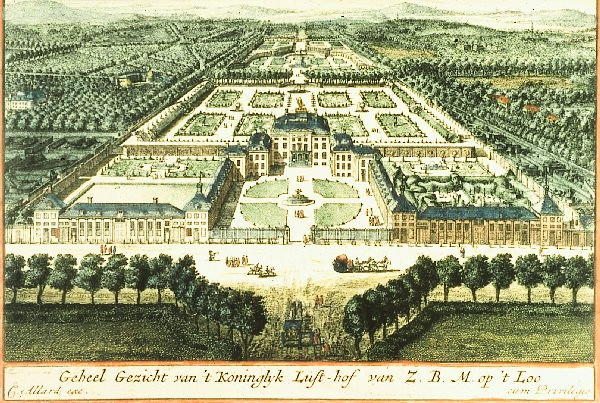
Палац і сад Гет-Лоо
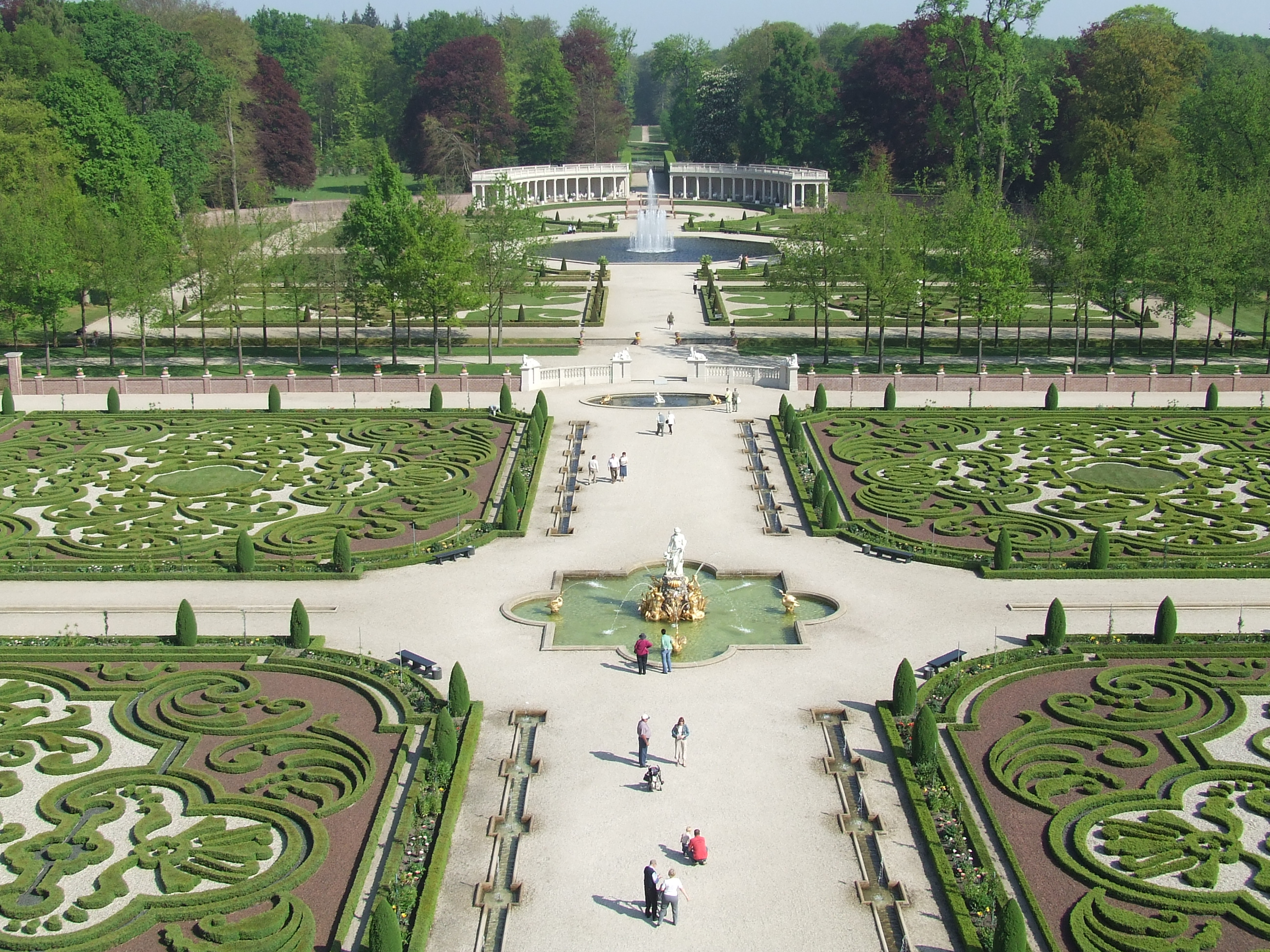
Сад Гет-Лоо, загальний вигляд
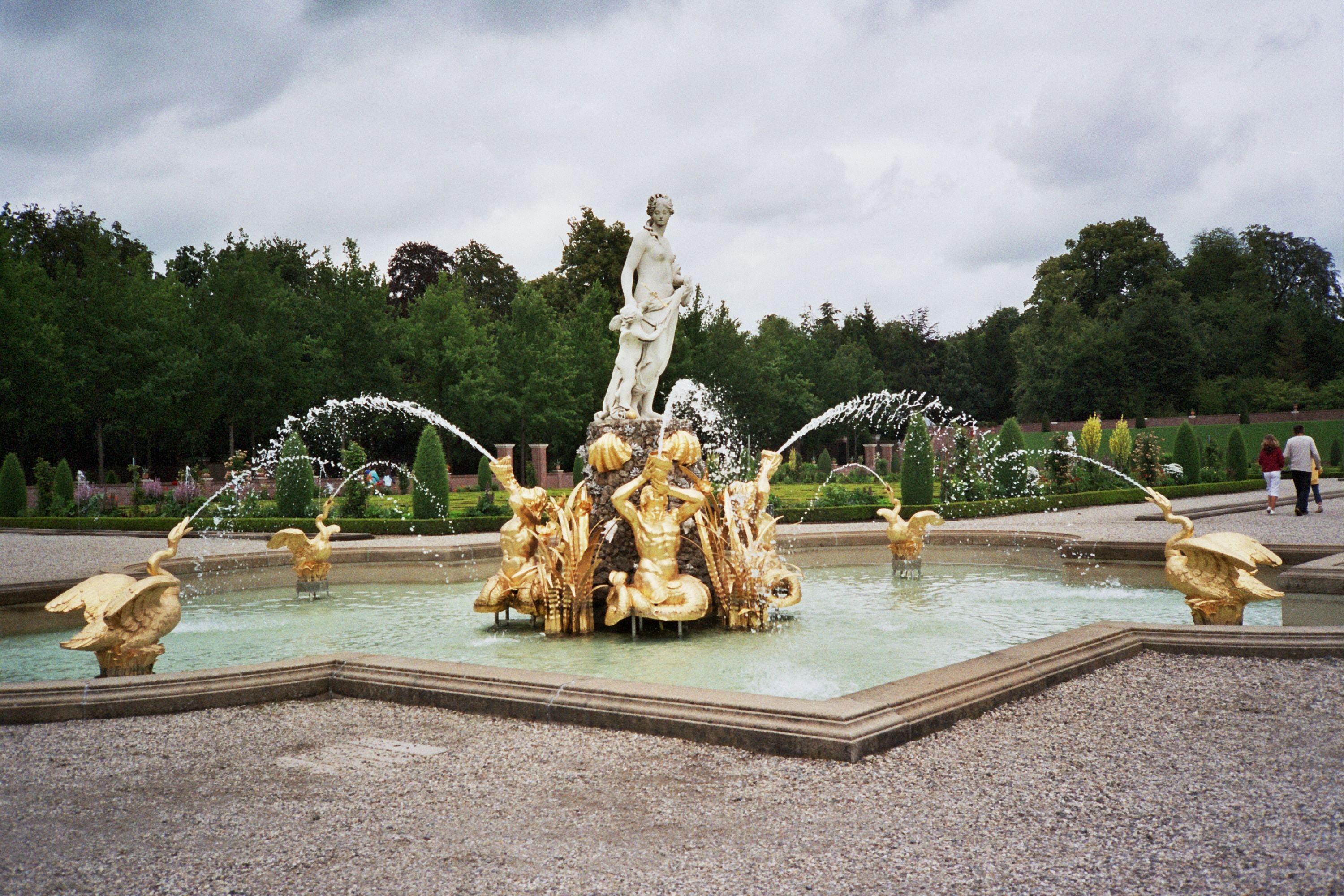
Фонтан в регулярному парку Гет-Лоо
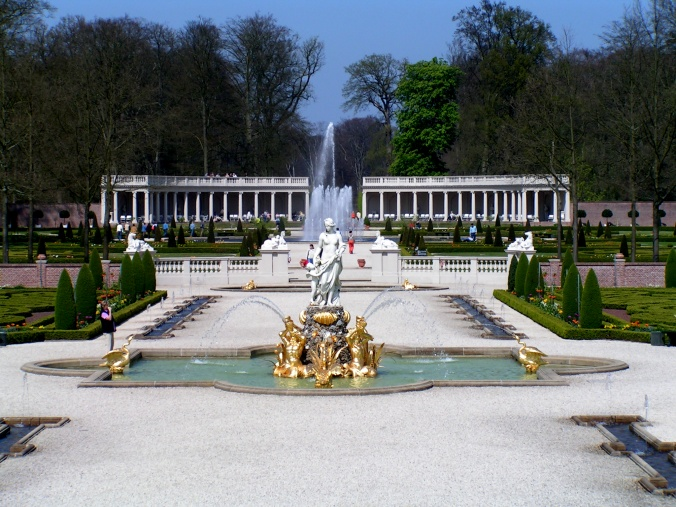
Колонада в парку Гет-Лоо
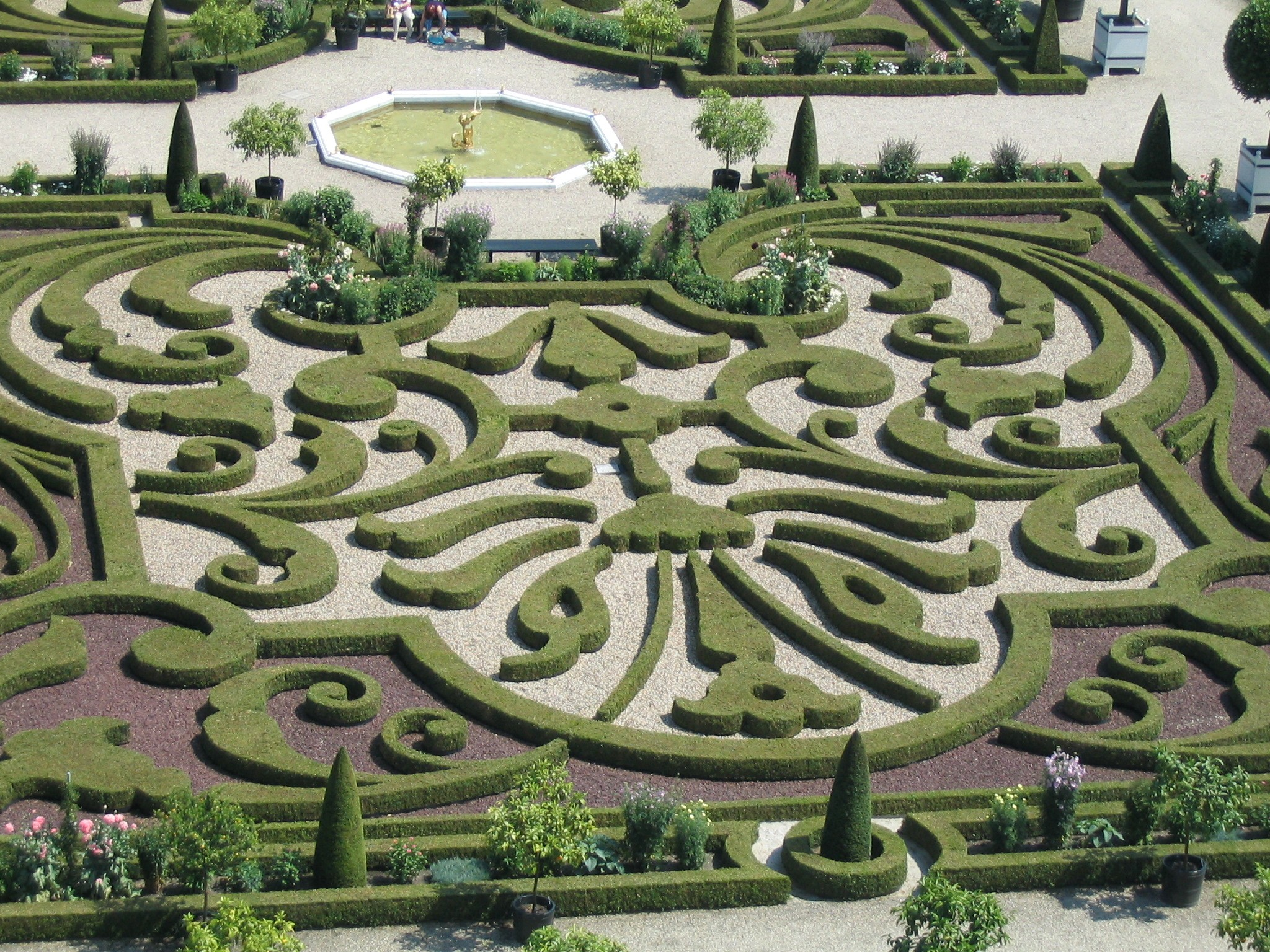
Мереживий партер саду в Гет-Лоо
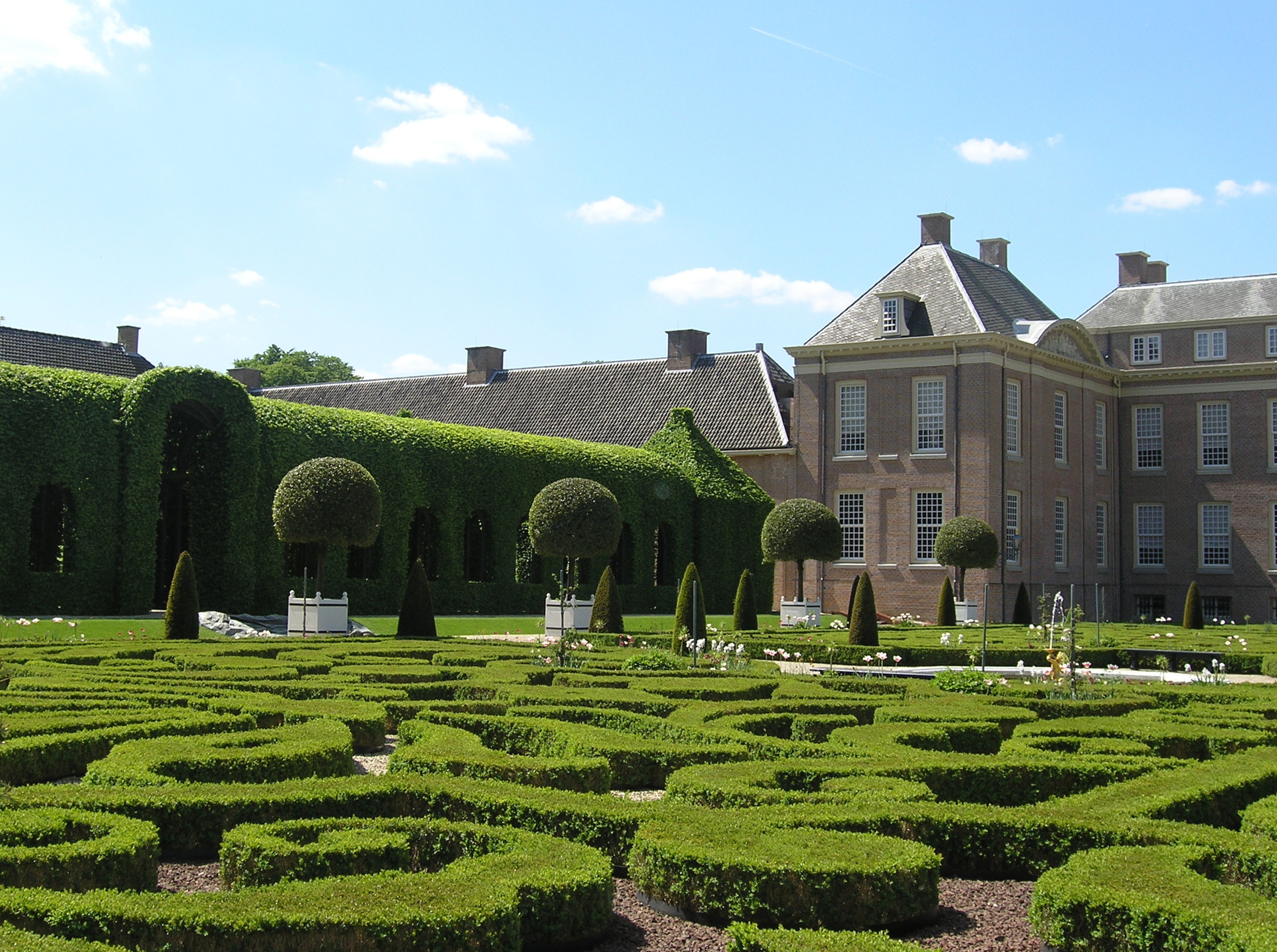
Мереживий партер в парку Гет-Лоо
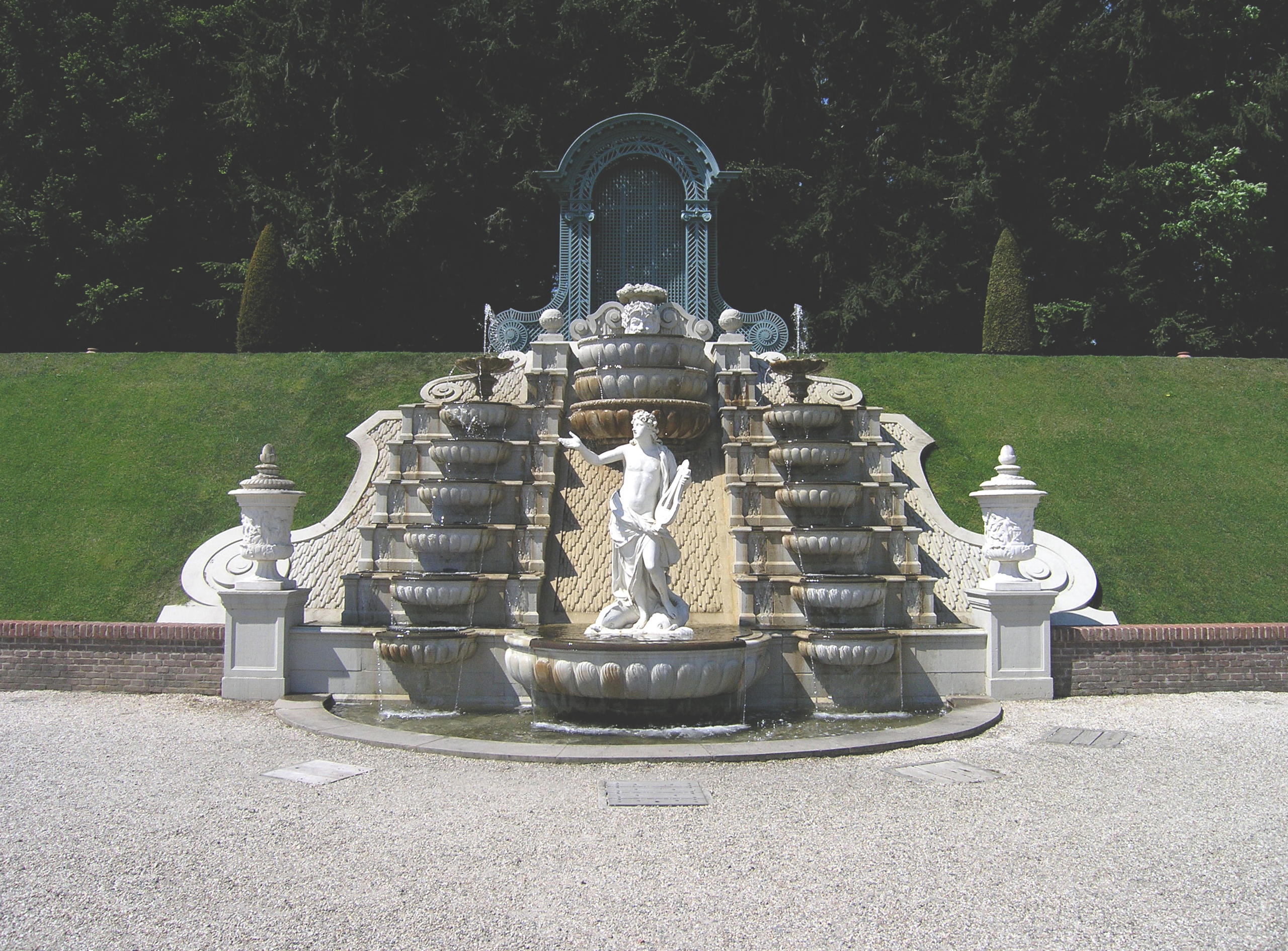
Малий каскад в парку Гет-Лоо